# Cibolo
Cibolo je město v okresech Guadalupe County a Bexar County ve státě Texas ve Spojených státech amerických. V roce 2020 zde žilo 32 276 obyvatel a s celkovou rozlohou 17,0 km² byla hustota zalidnění 1 895,3 obyvatel na km².